# Episodi di In viaggio nel tempo (quinta stagione)
La quinta e ultima stagione della serie televisiva In viaggio nel tempo è stata trasmessa negli Stati Uniti per la prima volta dall'emittente NBC dal 22 settembre 1992.
In Italia la stagione è stata trasmessa in prima visione su Rai 1 dal 6 settembre al 1º novembre 1994.
| nº | Titolo originale                                                               | Titolo italiano                                | Prima TV USA      | Prima TV Italia   |
| -- | ------------------------------------------------------------------------------ | ---------------------------------------------- | ----------------- | ----------------- |
| 1  | Lee Harvey Oswald (Part 1) - 21.03.1963, 05-07.10.1957, 06.01.1959             | Lee Harvey Oswald (Parte I)                    | 22 settembre 1992 | 6 settembre 1994  |
| 2  | Lee Harvey Oswald (Part 2) - 21.10.1959, 10.04.1963, 09.08.1963, 21-22.11.1963 | Lee Harvey Oswald (Parte II)                   | 22 settembre 1992 | 6 settembre 1994  |
| 3  | Leaping of the Shrew - 27.09.1956                                              | Amore in alto mare                             | 29 settembre 1992 | 30 settembre 1994 |
| 4  | Nowhere to Run - 10.08.1968                                                    | Il dovere di vivere                            | 6 ottobre 1992    | 3 ottobre 1994    |
| 5  | Killin' Time - 18.06.1958                                                      | Salto nel crimine                              | 20 ottobre 1992   | 4 ottobre 1994    |
| 6  | Star Light, Star Bright - 21.05.1966                                           | Stella lucente... Stella cadente               | 27 ottobre 1992   | 5 ottobre 1994    |
| 7  | Evil Leaper I: Deliver Us From Evil - 19.03.1966                               | Liberaci dal male                              | 10 novembre 1992  | 6 ottobre 1994    |
| 8  | Trilogy (Part I) - One Little Heart - 08.08.1955                               | Trilogia (Parte I) - Un volto tra le fiamme    | 17 novembre 1992  | 7 ottobre 1994    |
| 9  | Trilogy (Part II) - For Your Love - 14.06.1966                                 | Trilogia (Parte II) - Amo una strega?          | 24 novembre 1992  | 12 ottobre 1994   |
| 10 | Trilogy (Part III) - The Last Door - 28.07.1978                                | Trilogia (Parte III) - L'ultima porta          | 24 novembre 1992  | 13 ottobre 1994   |
| 11 | Promised Land - 22.12.1971                                                     | Terra promessa                                 | 15 dicembre 1992  | 14 ottobre 1994   |
| 12 | A Tale of Two Sweeties - 25.02.1958                                            | Non c'è due senza tre                          | 5 gennaio 1993    | 17 ottobre 1994   |
| 13 | Liberation - 16.10.1968                                                        | Sit-in                                         | 12 gennaio 1993   | 18 ottobre 1994   |
| 14 | Dr. Ruth - 25.04.1985                                                          | Io ti guarirò                                  | 19 gennaio 1993   | 19 ottobre 1994   |
| 15 | Blood Moon - 10.03.1975                                                        | Luna di sangue                                 | 9 febbraio 1993   | 20 ottobre 1994   |
| 16 | Evil Leaper II: Return - 08.10.1956                                            | Il ritorno del male - Perdona i nostri peccati | 23 febbraio 1993  | 21 ottobre 1994   |
| 17 | Evil Leaper III: Revenge - 16.09.1987                                          | Il ritorno del male - La vendetta              | 23 febbraio 1993  | 25 ottobre 1994   |
| 18 | Good-Bye Norma Jean - 04.04.1960                                               | Goodbye Marilyn                                | 2 marzo 1993      | 26 ottobre 1994   |
| 19 | The Beast Within - 06.11.1972                                                  | L'uomo delle nevi                              | 16 marzo 1993     | 27 ottobre 1994   |
| 20 | The Leap Between the States - 20.09.1862                                       | Ufficiale sì… ma gentiluomo no!                | 30 marzo 1993     | 28 ottobre 1994   |
| 21 | Memphis Melody - 03.07.1954                                                    | Pugni pupe e rock 'n roll                      | 20 aprile 1993    | 31 ottobre 1994   |
| 22 | Mirror Image - 08.08.1953                                                      | Dove vuoi andare Sam?                          | 5 maggio 1993     | 1 novembre 1994   |

## Lee Harvey Oswald (Parte I)
- Titolo originale: Lee Harvey Oswald (Part 1) - 21.03.1963, 05-07.10.1957, 06.01.1959
- Diretto da: James Whitmore Jr.
- Scritto da: Donald P. Bellisario

### Trama
Sam salta in Lee Harvey Oswald, il killer del Presidente John Kennedy. Il salto non è avvenuto come le altre volte: parte della personalità di Oswald rimane in Sam, e qualcosa di Sam rimane in Oswald, saltato nel futuro. Sam comincia a sua volta a saltare in diversi momenti della vita di Oswald, ma sia Al che Sam si rendono conto che sarà difficile evitare che avvenga l'assassinio di Kennedy, in quanto a ogni salto la personalità del killer sembra diventare sempre più forte.

## Lee Harvey Oswald (Parte II)
- Titolo originale: Lee Harvey Oswald (Part 2) - 21.10.1959, 10.04.1963, 09.08.1963, 21-22.11.1963
- Diretto da: James Whitmore Jr.
- Scritto da: Donald P. Bellisario

### Trama
Sam, cercando di capire quale possa essere il suo compito, si rende conto che deve assecondare la personalità di Oswald che è in lui, in modo che, seppur non si riesca a evitare l'assassinio di Kennedy, si riescano almeno a conoscere i retroscena, e se vi furono altri coinvolti nel complotto. Al cerca di interrogare Oswald, ma non ottiene risposte convincenti. Alla fine, Al e Sam capiranno quale fosse il vero scopo del salto.
- Curiosità. Anche in questo doppio episodio il personaggio sostituito da Sam ha un ruolo attivo, e nella seconda parte è possibile vedere bene la sala d'attesa, dove stazionano le persone sostituite, vestite della tuta bianca che indossava Sam al momento del primo salto.

## Amore in alto mare
- Titolo originale: Leaping of the Shrew - 27.09.1956
- Diretto da: Alan J. Levi
- Scritto da: Robin Jill Bernheim e Richard C. Okie

### Trama
Sam salta in Nikos Stathatos, un marinaio di uno yacht privato, che si trova in mare, saltato in acqua poco prima che la nave esplodesse. Con lui c'è la bellissima, ricchissima e viziatissima Vanessa Foster, che dopo una serie di screzi finisce per innamorarsi di Nikos. I due approdano a un'isola deserta, nel bel mezzo del Mar Egeo, e i tentativi di richiamare l'attenzione delle navi che passano non vanno a buon fine. Sam si chiede quale sia il suo compito, salvare Vanessa oppure altro.
- Curiosità. L'episodio è un omaggio al film italiano Travolti da un insolito destino nell'azzurro mare d'agosto, di Lina Wertmüller, con Giancarlo Giannini nella parte del marinaio e Mariangela Melato in quella della ricca viziata. Vanessa Foster è interpretata da Brooke Shields, che interpretò un film dalla trama simile, Laguna blu.

## Il dovere di vivere
- Titolo originale: Nowhere to Run - 10.08.1968
- Diretto da: Alan J. Levi
- Scritto da: Tommy Thompson

### Trama
Sam diventa Ronald Miller, un reduce della guerra del Vietnam privo di entrambe le gambe, perse saltando su di una mina. Ronald si trova in un ospedale di San Diego, in California, per un periodo di riabilitazione, assistito da Kiki, una giovane volontaria. Il suo compagno di stanza, Billy Johnson, è tetraplegico, e ha perso la voglia di vivere. Al informa Sam che il suo compito è evitare che Billy si suicidi, gettandosi in una piscina. Ronald deve cercare anche di salvare il suo matrimonio, perché uno dei suoi figli sarà un eroe della guerra del golfo, ma sua moglie chiede il divorzio. Sam a questo punto capisce che la vita sentimentale di Ronald prenderà una direzione differente.

## Salto nel crimine
- Titolo originale: Killin' Time - 18.06.1958
- Diretto da: Michael Watkins
- Scritto da: Tommy Thompson

### Trama
Sam salta in Leon Stiles, un pericoloso criminale evaso, che si è chiuso in una casa con due ostaggi, Carol Pruitt e la sua giovane figlia Becky. Come di consueto, contemporaneamente Leon salta in Sam, nella sala d'attesa, e qui accade un fatto imprevisto: Leon trova una pistola, e minacciando Al scappa via dal quartier generale del progetto Quantum Leap, prendendo l'automobile di Gooshie; Al si mette subito al suo inseguimento per riportarlo indietro. Intanto Sam riesce nel compito, evitare che la piccola Becky venga uccisa per sbaglio quando lo Sceriffo Hoyt, che assedia la casa, farà irruzione, ma il tempo stringe, e finché Leon non tornerà nella sala d'attesa, lui non potrà saltare via; la figlia dello Sceriffo fu una delle vittime di Leon, per cui è certo che quando avverrà l'irruzione, egli verrà ucciso: e se prima non avverrà il salto, sarà Sam a morire.
- Curiosità. Nell'episodio si vedono bene sia la sala d'attesa che i locali adiacenti, ed è la prima volta che una persona sostituita fugge dalla sala, e che quindi parte della trama si svolge nel futuro.

## Stella lucente... Stella cadente
- Titolo originale: Star Light, Star Bright - 21.05.1966
- Diretto da: Christopher Hibler
- Scritto da: Richard C. Okie

### Trama
Sam è Maxwell Stoddard, un anziano che per tutta la vita ha seguito i casi di avvistamento di UFO. Sam salta in lui proprio mentre sta assistendo personalmente a un fenomeno di questo tipo: luci brillanti nel cielo, un oggetto di forma ovoidale che scivola via a velocità incredibile. Maxwell vive con il figlio John, la nuora e il nipote Tim; questa sua passione e l'ultimo avvistamento vengono visti dai familiari come un segno di demenza senile, e John sta pensando seriamente di ricoverare il padre. Al informa Sam che il suo compito è quello di evitare ciò, ma Sam è entusiasta dell'esperienza vissuta e pensa di poter entrare in contatto con un'intelligenza extraterrestre. Altro suo compito è quello di evitare che il giovane Tim scappi di casa e muoia di overdose. Intanto due funzionari governativi, membri del Progetto Blue Book, tengono d'occhio Maxwell.

## Liberaci dal male
- Titolo originale: Evil Leaper I: Deliver Us From Evil - 19.03.1966
- Diretto da: Bob Hulme
- Scritto da: Deborah Pratt, Robin Jill Bernheim e Tommy Thompson

### Trama
Sam per la prima volta salta in una persona in cui è già saltato in passato: Jimmy LaMotta, un ragazzo affetto dalla sindrome di Down che Sam aiutò ottenendo per lui un lavoro normale e l'affetto e la stima dei colleghi e dei familiari. Sam è contento di rivedere Jimmy, ma ben presto si rende conto che qualcosa non va: il rapporto tra suo fratello Frank e sua cognata Connie è compromesso, e Frank ha un'amante. Al è sconcertato di quanto sta succedendo, perché il futuro sta cambiando in peggio. Sam per caso tocca Connie, e questa si tramuta in Alia, una viaggiatrice del tempo, coadiuvata da Zoey (l'alter ego di Al). Sam in un primo tempo è contento di aver scoperto di non essere solo nel suo viaggio, ma il suo umore cambia quando capisce che gli intenti di Alia e di Zoey sono opposti al suo.

## Trilogia (Parte I) - Un volto tra le fiamme
- Titolo originale: Trilogy (Part I) - One Little Heart - 08.08.1955
- Diretto da: James Whitmore Jr.
- Scritto da: Deborah Pratt

### Trama
Sam è Clayton Fuller, lo sceriffo di Pottersville, una piccola cittadina della Louisiana. Sam salta in Clayton proprio mentre egli sta esaminando il cadavere di Burt Eider; l'ultima persona ad averlo visto vivo è la giovane figlia di Clayton, Abigail. La figlia di Burt, Violet, scomparì qualche tempo prima, e anche in quel caso fu Abigail ad averla vista viva per ultima, dopo aver litigato con lei. Il quadro della situazione assume tinte ancora più fosche quando a Sam pare di vedere, talvolta, la figura di una donna che lo osserva, e che scopre essere la moglie di Clayton, Laura, ricoverata in manicomio, dove giace in stato catatonico. Laura ebbe un terribile trauma infantile, quando sua madre uccise tutti i figli, tranne lei, e poi si suicidò. La moglie di Burt Eider, Leta, accusa Abigail di essere una strega, un essere malvagio, e la insegue per punirla. Sam deve evitare che Abigail muoia bruciata nell'incendio della loro casa.
- Curiosità. L'episodio si svolge l'8 agosto 1955, la stessa data in cui si svolse l'episodio Il colore della verità della prima stagione.

## Trilogia (Parte II) - Amo una strega?
- Titolo originale: Trilogy (Part II) - For Your Love - 14.06.1966
- Diretto da: James Whitmore Jr.
- Scritto da: Deborah Pratt

### Trama
Sam rimane a Pottersville, spostandosi di 11 anni nel futuro e saltando in Will Kinman, che all'epoca del precedente episodio era un giovane aiutante dello sceriffo Fuller e ora è diventato vice sceriffo. Will è il fidanzato di Abigail, che adesso ha 21 anni; Sam, saltando in lui, ne prende inaspettatamente alcune caratteristiche, tra cui la balbuzie e la passione quasi sfrenata per Abigail. Un bambino, Pervis Takins, di cui Abigail è la baby-sitter, scappa di casa e scompare, e così riaffiorano i fantasmi di 11 anni prima: Leta Eider non ha mai smesso di pensare che sia stata Abigail ad aver ucciso suo marito Burt e la figlia Violet, e così istiga gli abitanti della cittadina a farsi giustizia da sé. Sam deve evitare che Abigail venga presa e impiccata.

## Trilogia (Parte III) - L'ultima porta
- Titolo originale: Trilogy (Part III) - The Last Door - 28.07.1978
- Diretto da: James Whitmore Jr.
- Scritto da: Deborah Pratt

### Trama
Sam salta in Larry Stanton III, un avvocato in pensione. Da giovane, Stanton prestava servizio a Pottersville, e conosce quindi bene la storia di Abigail Fuller. Un giorno si presenta da lui Marie, la governante di casa Fuller, che gli chiede di prendere la difesa proprio di Abigail, in quanto è stata incriminata per l'omicidio di Leta Eider, trovata morta con la gola tagliata in casa Fuller. In precedenza era stato ritrovato il cadavere di Violet Eider, scomparsa nel 1955, ma Abigail in questo caso non può essere incriminata per un'eventuale accusa di omicidio, in quanto minorenne all'epoca dei fatti. Abigail, pur non essendosi sposata, ha una figlia, Samantha Jo, della quale Sam capisce di essere il padre, e che deve difendere da un futuro incerto, così come deve difendere sua madre. La testimonianza di Laura Fuller, la madre di Abigail, servirà a chiarire i fatti e a portare la vicenda a conclusione.

## Terra promessa
- Titolo originale: Promised Land - 22.12.1971
- Diretto da: Scott Bakula
- Scritto da: Gillian Horvath e Tommy Thompson

### Trama
Sam è Willie Walters, un giovane di Elk Ridge, nell'Indiana, la cittadina natale di Sam. Willie sta rapinando la banca locale in compagnia dei suoi due fratelli, Neil e John. I tre fratelli hanno perduto l'azienda agricola di famiglia, dopo essere stati raggirati dal funzionario di banca Gus Vernon, che ha fatto loro ipotecare la fattoria sapendo che non sarebbero riusciti a pagare le rate del mutuo; una volta acquisito il terreno, l'avrebbe venduto a un imprenditore immobiliare, ricavandone un lauto guadagno. I tre, disperati, stanno rapinando la banca per ottenere i soldi per saldare il mutuo, ma scatta l'allarme e la banca viene circondata. Sam deve evitare che i tre vengano uccisi dalla Polizia, e possibilmente anche cercare le prove che incastrano Vernon.

## Non c'è due senza tre
- Titolo originale: A Tale of Two Sweeties - 25.02.1958
- Diretto da: Christopher Hibler
- Scritto da: Robin Jill Bernheim

### Trama
Questa volta Sam è Marty Elroy, un commesso viaggiatore che ha un segreto piuttosto importante: è bigamo, avendo due mogli, Rachel ed Ellen, e quattro figli, due per moglie. Per uno sfortunato caso, le due mogli si trovano entrambe ad aspettare Marty all'aeroporto di Miami Beach, e Sam ha il suo daffare per evitare che le due si incontrino. Come se non bastasse, Marty è uno scommettitore incallito, e deve 2000 dollari a un allibratore locale. Al informa Sam che egli dovrà scegliere tra una delle due mogli, ma Al non sa dire quale. Sam ha in mente un altro modo per risolvere la faccenda.

## Sit-in
- Titolo originale: Liberation - 16.10.1968
- Diretto da: Bob Hulme
- Scritto da: Chris Abbott e Deborah Pratt

### Trama
Sam salta in Margaret Sanders, una casalinga, nel bel mezzo di una dimostrazione per l'emancipazione femminile. Margaret e la figlia Suzanne vengono arrestate con le altre dimostranti, creando imbarazzo al marito George, un dirigente di una società di assicurazioni. La leader delle dimostranti, Diana St. Cloud, è incline all'uso della forza, cosa che la porterebbe, secondo Al, a essere uccisa. Sam/Margaret convince Diana a un approccio più morbido, facendo dei sit-in, ma anche questa mossa avrebbe conseguenze: questa volta sarebbe la figlia Suzanne a morire. Sam, oltre a Diane e a Suzanne, deve anche salvare il matrimonio di Margaret, perché George è contrario alle sue idee e la vorrebbe lasciare.

## Io ti guarirò
- Titolo originale: Dr. Ruth - 25.04.1985
- Diretto da: Stuart Margolin
- Scritto da: Robin Jill Bernheim

### Trama
Sam salta nella dottoressa Ruth Westheimer, una terapista specializzata in sessuologia. La dottoressa Ruth tiene una rubrica radiofonica nella quale gli ascoltatori possono telefonare ed esprimerle i propri problemi di natura sessuale. In cabina di regia c'è una coppia, Doug e Debbie, che ha notevoli problemi: Al informa Sam che uno dei suoi compiti è quello di farli riconciliare e sposare. Un altro compito è quello di salvare Annie, un'ascoltatrice che racconta che il proprio capo al lavoro la molesta, perseguitandola con metodi di stalking. Il compito principale però sembra quello di aver fatto saltare la dottoressa vera nel futuro, per poter aiutare Al nel suo turbolento rapporto con le donne.
- Curiosità. La dottoressa Ruth Westheimer è un personaggio reale, e nell'episodio è interpretata da se stessa. Al termine di ogni episodio normalmente si assiste al salto di Sam nella prossima persona che dovrà interpretare, invece in questo si può osservare cosa succede nel futuro, nella sala d'attesa: il personaggio interpretato cambia nel successivo, ed è la prima volta che viene mostrato questo cambiamento.

## Luna di sangue
- Titolo originale: Blood Moon - 10.03.1975
- Diretto da: Alan J. Levi
- Scritto da: Tommy Thompson

### Trama
Sam salta in Lord Nigel Corrington, un ricco inglese che vive in un castello, atteggiandosi come se fosse un vampiro. La stranezza della situazione è accentuata dal fatto che nel castello sta per compiersi il rito della "luna di sangue" (il colore che ha la luna durante un'eclissi). Nigel vive assieme alla giovane moglie Alexandra, e per assistere al rito giungono al castello Victor Drake e la moglie Claudia. Al informa Sam che due giorni dopo verrà ritrovato il cadavere di Alexandra, morta dissanguata, con una ferita alla vena giugulare, e Sam lo deve evitare.

## Il ritorno del male - Perdona i nostri peccati
- Titolo originale: Evil Leaper II: Return - 08.10.1956
- Diretto da: Harvey Laidman
- Scritto da: Richard C. Okie

### Trama
Sam è Arnold Watkins, un ragazzo che frequenta il college, e che si atteggia a supereroe protettore dei deboli, vestendo addirittura un costume e facendosi chiamare "il predone di mezzanotte"; questo suo atteggiamento lo porterà però alla morte, e Sam deve evitare che ciò accada. Nel campus del college, Sam incontra Dawn Taylor, una ragazza che apparentemente dimostra simpatia per lui, ma che in realtà vuole la sua rovina; Dawn infatti è impersonata da Alia, la viaggiatrice nel tempo incontrata nell'episodio Liberaci dal male e controllata da Zoey, la quale ha intenti opposti a quelli di Al e Sam, cioè rovinare le persone e portarle anche alla morte. Sam capisce che Alia è costretta a comportarsi in questo modo e cerca di convincerla a liberarsi da Zoey, facendola saltare via con lui al termine del suo compito.

## Il ritorno del male - La vendetta
- Titolo originale: Evil Leaper III: Revenge - 16.09.1987
- Diretto da: Debbie Allen
- Scritto da: Deborah Pratt

### Trama
Sam e Alia saltano insieme e finiscono rispettivamente in Liz Tate e Angela "Angel" Jensen, due carcerate, entrambe in isolamento perché accusate di aver ucciso una loro compagna, Carol Benning. Poco dopo il salto, per evitare che Zoey possa rintracciare Alia, Sam la ipnotizza in modo che si identifichi totalmente in Angel. Intanto Zoey, diventata anch'essa una viaggiatrice, salta in Clifton Myers, il direttore del carcere, e comincia a cercare Alia con l'ausilio di un nuovo assistente olografico, Thames. Sam e Alia sembrano in trappola, ma ricevono l'aiuto di una guardiana del carcere, Vivian, che li fa fuggire. La testimonianza della vera Liz, nel futuro, aiuterà a sistemare le cose.

## Goodbye Marilyn
- Titolo originale: Good-Bye Norma Jean - 04.04.1960
- Diretto da: Christopher Hibler
- Scritto da: Richard C. Okie

### Trama
Sam salta in Dennis Boardman, l'autista personale dell'attrice Marilyn Monroe; Sam pensa subito che il suo compito sia quello di evitare che compia il suicidio. Ciò sembrerebbe confermato da Al, che afferma che Ziggy ha calcolato che mancano solo quattro giorni all'infausto evento. Durante un party, infatti, un insieme di barbiturici e di alcool causa un arresto cardiaco all'attrice, ma il pronto intervento di Sam la fa riprendere. Mancano pochi giorni all'inizio delle riprese del film Gli spostati, ma Marilyn non sembra avere più voglia di recitare. Si presenta al suo posto Barbara Whitmore, un'attricetta che si è fatta assumere da Marilyn come segretaria, ma grazie a Sam l'attrice si riprende e comincia a recitare in quello che sarà il suo ultimo film completo, e questo si rivela essere il vero compito di Sam.
- Curiosità. Nell'episodio viene ipotizzato che sia Sam a suggerire a Marilyn il nome del film, Gli spostati (in originale The Misfits). Viene anche ipotizzato che senza l'intervento di Sam la morte dell'attrice sarebbe avvenuta nel 1960, anno di ambientazione dell'episodio, anziché nel 1962, come realmente avvenne.

## L'uomo delle nevi
- Titolo originale: The Beast Within - 06.11.1972
- Diretto da: Gus Trikonis
- Scritto da: John D'Aquino

### Trama
Sam è Henry Adams, un veterano della guerra del Vietnam che vive in una baracca sulle montagne dello stato di Washington assieme all'amico ed ex commilitone Roy. Quest'ultimo soffre di crisi epilettiche, dovute a una ferita di guerra, e ha bisogno di una medicina per sopravvivere. Lo sceriffo della cittadina più vicina, Luke, è stato anch'esso un commilitone di Henry e di Roy, e un quarto commilitone fu John Burke, che morì durante una missione. Una sera, Daniel, il giovane figlio di John, scappa di casa, perché ossessionato dalla mitica figura del Bigfoot, che crede di aver visto tempo addietro assieme a suo padre, e si rifugia da Henry e Roy. Quest'ultimo gli racconta di averlo visto anche lui, e lo accompagna nel posto dove lo vide, ma il ragazzo cade in un buco e si ferisce. Solamente Sam e Al possono risolvere la situazione.
- Curiosità. Nel doppiaggio italiano il Bigfoot viene chiamato Yeti, sicuramente perché si tratta di una figura più conosciuta in Italia. In questo modo, però, viene compiuto un errore grossolano, in quanto è noto che lo Yeti è una creatura mitica che si dice vivere sull'Himalaya, non certamente sulle montagne del nord-ovest degli Stati Uniti.

## Ufficiale sì… ma gentiluomo no!
- Titolo originale: The Leap Between the States - 20.09.1862
- Diretto da: David Hemmings
- Scritto da: Richard C. Okie

### Trama
Sam non può credere ai suoi occhi quando si rende conto di essere saltato in un ufficiale dell'esercito nordista durante la guerra di secessione americana. La regola dei salti nel tempo è che si svolgono necessariamente nell'arco temporale della vita di Sam; il salto si spiega in quanto l'ufficiale è il capitano John Beckett, suo bisnonno, e dunque la consanguineità ha agito come una specie di calamita, attirando Sam nel 1862. Il capitano Beckett si trova in Virginia, nel bel mezzo di una battaglia, dove viene ferito. Si rifugia nel fienile di Olivia Barrett Covington, una proprietaria terriera; subito Olivia lo tratta come un prigioniero di guerra, ma poi il rapporto tra i due migliora. Al informa Sam che Olivia è nientemeno che sua bisnonna, dunque dovrà cercare di conquistare il suo amore, altrimenti lui non potrà esistere. Isaac, l'ultimo schiavo rimasto, sta segretamente aiutando gli altri schiavi a fuggire, ma viene scoperto da alcuni militari dell'esercito sudista che intendono giustiziarlo. Sam dovrà cercare di risolvere anche questa situazione.
- Curiosità. Isaac sceglie il suo cognome da uomo libero: King, e Al informa Sam che un suo discendente sarà Martin Luther King.

## Pugni pupe e rock 'n roll
- Titolo originale: Memphis Melody - 03.07.1954
- Diretto da: James Whitmore Jr.
- Scritto da: Robin Jill Bernheim

### Trama
Sam salta in Elvis Presley, quando ancora non è famoso, ma sta per rivelarsi al mondo. Al, dopo aver raccontato a Sam che il vero Elvis sta deliziando lo staff del progetto Quantum Leap con un concerto privato, lo informa che dovrà aiutare una ragazza, Sue Anne Winters, ad affermarsi; Sue Anne ha una voce meravigliosa, ma essendo timida non riesce a esibirsi in pubblico. Sam dovrà però fare molta attenzione nello svolgimento del suo compito, perché corre seriamente il rischio di modificare il corso degli eventi della vita di Elvis: essendo alla vigilia della sua rivelazione, se dovesse sbagliare qualcosa, Elvis non diventerebbe mai famoso, causando un danno enorme al mondo della musica.
- Curiosità. Nel corso di una serata dedicata ai dilettanti, alla quale partecipano Elvis e Sue Anne, prima di loro si esibisce un bambino al sassofono, il piccolo "Billy C." che viene da Hope, nell'Arkansas. Viene simpaticamente ipotizzato che si tratti del futuro Presidente Bill Clinton.

## Dove vuoi andare Sam?
- Titolo originale: Mirror Image - 08.08.1953
- Diretto da: James Whitmore Jr.
- Scritto da: Donald P. Bellisario

### Trama
Sam salta via da Elvis e si ritrova in un bar, in un giorno estivo. Come spesso fa, si guarda allo specchio per vedere come appare agli altri, e con enorme sorpresa vede il proprio vero volto. Una serie di coincidenze gli fa pensare che questo non sia un salto normale: il barista si chiama Al, un cliente si chiama Gooshie, un altro ha come soprannome Ziggy, e alcune delle persone che frequentano il bar hanno l'aspetto di persone da lui impersonate, o comunque che ha incontrato nei suoi viaggi nel tempo. Inoltre la data è quella della sua nascita: 8 agosto 1953, e facendo un rapido calcolo si rende conto che è saltato nel momento esatto in cui, a Elk Ridge, nell'Indiana, lui veniva al mondo. Sam si trova a Cokeburg, una piccola cittadina mineraria della Pennsylvania, e grazie al suggerimento di un vecchio ex minatore di nome Stawpah riesce a far salvare due minatori intrappolati. Immediatamente dopo questo, Stawpah scompare con la stessa modalità che sperimenta Sam quando salta. Sam capisce che il barista è in realtà colui che lo segue nei suoi salti, e quindi gli comunica il suo desiderio: tornare a casa. Il barista gli dice che ha ancora tanto lavoro da fare, ancora più difficile di quello fatto finora; ma prima di seguire il suo destino, quale che sia, Sam ha un ultimo, grande favore da fare al suo caro amico Al.
- Curiosità. Cokeburg è la cittadina natale del produttore (e talvolta sceneggiatore e regista) della serie, Donald P. Bellisario. La sigla iniziale di quest'ultimo episodio (sia la musica che le scene che la compongono) è uguale a quella della quarta stagione, mentre invece tutti gli altri episodi della quinta stagione hanno una sigla con un nuovo arrangiamento musicale e altre scene.